# Jager Afrikaner
Jager Afrikaner, ook bekend onder zijn doopnaam Christiaan Afrikaner of |Hom|aramab (Roode Zand nabij Tulbagh, rond 1769 - Blydeverwacht, rond 1823) was de derde kaptyn van de Orlam Afrikaners.

## Biografie
Jager en zijn familie waren oorspronkelijk knechten van de boer Petrus Pienaar in de Nederlandse Kaapkolonie. Hij volgde zijn vader Klaas Afrikaner na diens dood in 1795 op als kaptyn. Jager vermoordde Pienaar in maart 1796 na een ruzie. Hierna vluchtte hij met zijn familie naar de Oranjerivier, waar hij een nieuw leven begon als bandiet die de plaatselijke stammen overviel. Hij verzamelde een groep volgelingen, bestaande uit plaatselijke leden van de Nama- en Koranastammen. Een strafexpeditie van de Kaapse gouverneur mislukte en Jager ging vrijuit.
Jagers rooftochten hadden als gevolg dat de Griekwa, onder grote invloed van Europese missionarissen, steeds meer volgelingen kregen. Jager had behoefte aan de stabiliteit die de Griekwa kenden en probeerde de Duitse gebroeders Albrecht tot zijn persoonlijke missionarissen aan te stellen. Hij volgde ze naar hun zendingspost te Warmbad (thans in Zuid-Namibië), maar werd niet vertrouwd. Men stuurde hem weer weg.
Jager hervatte zijn leven als bandiet, plunderde de zendingspost van Pella en joeg de gebroeders Albrecht uit Warmbad. Op 10 juni 1815 ontmoette hij de Duitse missionaris Johannes Ebner te Afrikanerskraal, die Jager en zijn broers Hendrik en Andreas op 23 juli tot het christendom doopte. Jager nam de doopnaam Christiaan aan en zwoer zijn leven als bandiet af.
In januari 1818 arriveerde Robert Moffat in Afrikanerskraal, die Jager leerde lezen en schrijven. Samen met Moffat reisde hij naar Kaapstad, waar hem amnestie werd verleend. Jager overleed in 1823 en werd opgevolgd door zijn zoon Jonker Afrikaner.